# Four Music
Four Music est un label discographique allemand, basé à Berlin. Il est fondé en 1996 par les membres du groupe de hip-hop Die Fantastischen Vier. Ils signent plusieurs grands noms du hip-hop, reggae ou RnB allemand. 2004 est une année particulièrement importante pour le label, car sortent cette année-là le premier album de Max Herre, Confidence de Gentleman, ainsi que Viel des Fantastischen Vier, tous trois très bien classés dans les classements allemands.
En juillet 2005, le major Sony BMG rachète 50 % des parts de la société. Au départ situé à Stuttgart, le siège est maintenant situé dans le quartier de Berlin-Kreuzberg.

## Histoire

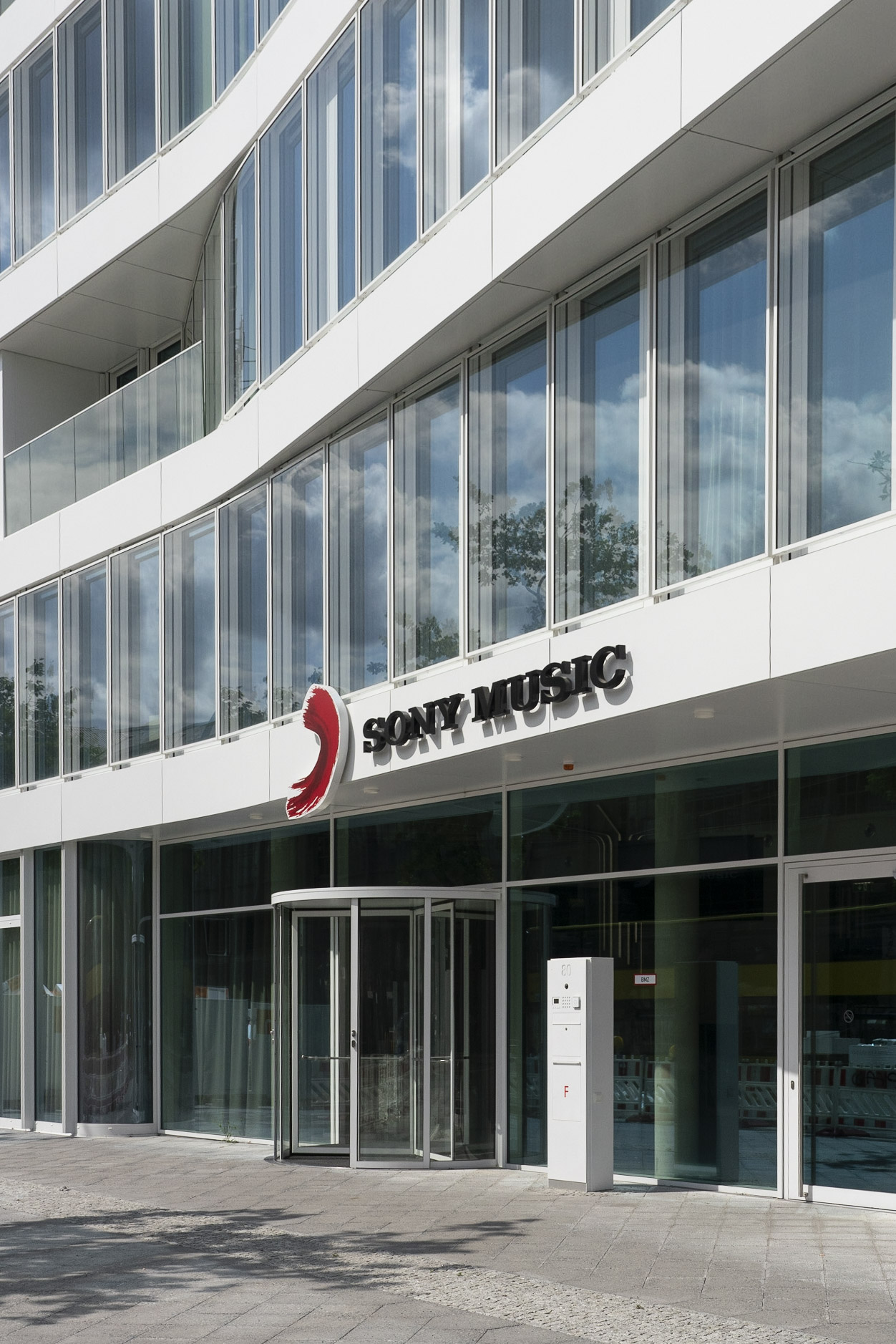
Locaux de Four Music à Berlin.

Le groupe Die Fantastischen Vier lance son propre label à l'événement Popkomm en 1996, aux côtés du manager Fitz Braum. Four Music s'établit pour la publication d'artistes en solo et de Die Fantastischen Vier. La distribution se fait initialement par Sony BMG, avec lequel le groupe est en contrat à cette période. Four Music est initialement situé à Stuttgart, puis emménage ses locaux à Berlin en 2002. La distribution internationale s'effectuera depuis Londres, où se situe la division FINE.
Le premier groupe signé et publié au label est le groupe suisse francophone Sens Unik, deux semaines après le lancement du label. À la fin des années 1990, le label comptera d'autres membres tels qu'Afrob, Freundeskreis, Gentleman et Blumentopf. Le groupe Freundeskreis apporte la popularité au label avec la chanson A-N-N-A, extraite de leur album Quadratur des Kreises, qui sera certifié disque d'or. La chanson Wish de Thomas D et Franka Potente, bande-son du film Cours, Lola, cours (Lola rennt), sera à son tour certifié disque d'or.
En 2001, Clueso signe chez Four Music et publie son premier album Text und Ton en anglais et en allemand. Il joue ensuite sur scène avec Herbert Grönemeyer. La même année, Thomas D publie son deuxième album solo ; le chiffre des ventes du label s'accroit significativement. En 2003, le musicien Gentleman, membre à Four Music, remporte un Echo Award dans la catégorie « meilleur chanteur/rappeur à national ». La même année, le label commence à offrir ses services à d'autres artistes et labels. Une collaboration avec la division du label Yo Mama est conclue à Hambourg. Entretemps, le label lance sa distribution via Universal Music.
En septembre 2004, plusieurs albums publiés par Four Music comme Confidence de Gentleman et Viel des Die Fantastischen Vier, atteignent les classements musicaux nationaux.

## Artistes
- Gentleman
- Freundeskreis
- Afrob
- Clueso
- Max Herre
- Joy Denalane
- Blumentopf
- Jason Rowe
- Son Goku
- Casper
- Marteria
- Chakuza